# Masúd Husajní
Masúd Husajní (Massoud Hossaini, * 10. prosince 1981) je afghánský fotožurnalista pracující pro agenturu Agence France-Presse a vítěz Pulitzerovy ceny z roku 2012.

## Životopis
Hossaini se narodil v Kábulu během sovětsko-afghánské války, ale jeho rodina uprchla do Íránu, když mu bylo šest měsíců poté, co byl jeho otec zatčen za odpor proti komunistické vládě. Po absolvování střední školy v roce 1996 se Husajní stal politickým aktivistou íránského reformního hnutí a začal fotoaparátem zaznamenávat události, včetně afghánských uprchlíků v Mašhadu.
Uvízl v budově během útoku na Americkou univerzitu v Afghánistánu a napsal zprávu SOS na Twitter 24. dubna 2016.
Po útocích z 11. září se vrátil do Afghánistánu, aby se připojil k Aině, francouzské kulturní organizaci, a studoval u fotografa Manoochera Deghatiho. Do AFP nastoupil v roce 2007.
Jeho dílo je uvedeno v americkém dokumentu Frame by Frame.